# Dayipsammolyce ctenidophora
Dayipsammolyce ctenidophora är en ringmaskart som först beskrevs av Francis Day 1973.  Dayipsammolyce ctenidophora ingår i släktet Dayipsammolyce och familjen Sigalionidae.
Artens utbredningsområde är Mexikanska golfen. Inga underarter finns listade i Catalogue of Life.